# Бурсучени (Сучава)
Бурсучени (рум. Bursuceni) насеље је у Румунији у округу Сучава у општини Верешти. Oпштина се налази на надморској висини од 264 m.

## Становништво
Према подацима из 2002. године у насељу је живело 1529 становника, од којих су сви румунске националности.